# Trafalgar Square
Trafalgar Square (pol. plac Trafalgarski) – plac w Londynie, w City of Westminster, wytyczony w 1826 według projektu Johna Nasha w miejscu dawnych stajni królewskich; nazwa placu upamiętnia zwycięstwo Royal Navy w morskiej bitwie pod Trafalgarem (1805).

## Charakterystyka
Jego budowę zaczęto w 1829 roku, a w 1843 ustawiono na środku 55-metrową kolumnę Nelsona. Plac zdobią także pomniki króla Jerzego IV, gen. Havelocka i gen. Napiera oraz fontanny sir Lutyensa. Na czwartym cokole miał również stanąć pomnik konny, ale zabrakło na niego pieniędzy. Kolumny i fontann strzegą cztery lwy odlane z brązu.
W latach 1999–2001 na pustym cokole co roku umieszczano nowe dzieło. Po kilku latach przerwy w 2005 powrócono do tego pomysłu. W 2007 ustawiono tam rzeźbę Marca Quinna zatytułowaną Ciężarna Alison Lapper. Ostatnia to model hotelu wykonany z kolorowego szkła przez niemieckiego artystę Thomasa Schutte. 
Do placu dochodzą ulice: od zachodu Pall Mall, od wschodu Duncannon St. Północną ścianę placu zajmuje budynek National Gallery. Od północnego wschodu do placu przylega anglikański kościół pod wzwaniem. św. Marcina z Tours. Od strony południowej znajduje się rondo komunikacyjne, na którym zbiegają się ulice: Cockspur, Strand, aleja Northumberland i Whitehall. 
Plac Trafalgarski to tradycyjne miejsce spotkań i zgromadzeń zarówno politycznych, jak i sylwestrowych.
7 lipca 2011 na placu odbyła się światowa premiera filmu Harry Potter i Insygnia Śmierci: Część II.